# Église Saint-André d'Erfurt
Pour les articles homonymes, voir Église Saint-André.
l'église Saint-André est une église évangélique-luthérienne de la Confession d'Augsbourg située dans la vieille ville d'Erfurt en Thuringe (Allemagne).

## Histoire
L'église gothique Saint-André, dont le quartier alentour porte le nom (Andreasviertel), est consacrée en 1182 et est construite à nouveau en 1210. De catholique, elle passe à la Réforme protestante en 1522. Elle absorbe la communauté paroissiale protestante de l'église Saint-Maurice en 1604 et celle de l'église Saint-Michel en 1973.